# Fontaine-les-Grès

Fontaine-les-Grès este o comună în departamentul Aube din nord-estul Franței. În 1 ianuarie 2022 avea o populație de 903 de locuitori.